# Bodhidharma

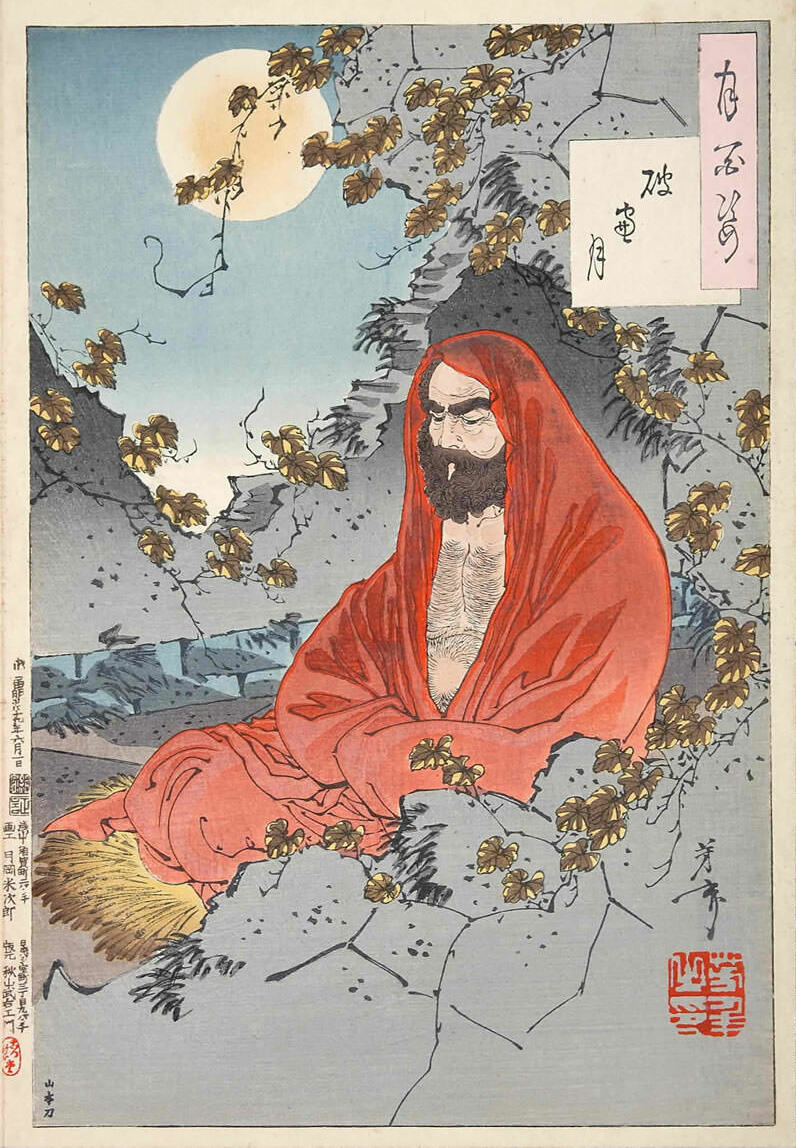
Bodhidharma, voorstelling door Yoshitoshi, 1887

Bodhidharma (5e-6e eeuw n.Chr.) was een boeddhistisch leermeester, ook bekend als Daruma Daishi in het Japans en Pu Tai Ta Mo in het Chinees. Bodhidharma wordt gezien als de grondlegger van het Chan- boeddhisme.

## Levensverhaal
Volgens de legende werd Bodhidharma rond het jaar 440 geboren in India. Hij was een brahmaan, maar bekeerde zich tot het boeddhisme en werd de leerling van Prajñatara. In zijn opdracht vertrok Bodhidharma naar China.
China was in die tijd verdeeld in een noordelijk en een zuidelijk rijk. Rond 520 werd hij uitgenodigd aan het hof van keizer Wu Ti van de Liang dynastie. Deze vertelde Bodhidharma over de goede werken welke hij had verricht, en vroeg welke verdiensten (in een volgend leven) hem dit zou opleveren. "Geen verdienste" was het antwoord. Daarop wilde de keizer weten wat dan de heilige waarheid van het boeddhisme was. "Grote leegte, niets heiligs aan", was daarop het antwoord. Ten slotte vroeg de keizer wie er dan voor hem stond. "Geen idee", antwoordde Bodhidharma, en vertrok.
In deze korte dialoog wordt de essentie van de Mahayana-leer verwoord. Niet goede daden maar inzicht leiden tot verlossing. De essentie van het bestaan is Sunyata, leegte, het ontbreken van onveranderlijke essenties. En in essentie kunnen we niet weten wie we zijn, en zijn we overgeleverd aan een groot "niet-weten".

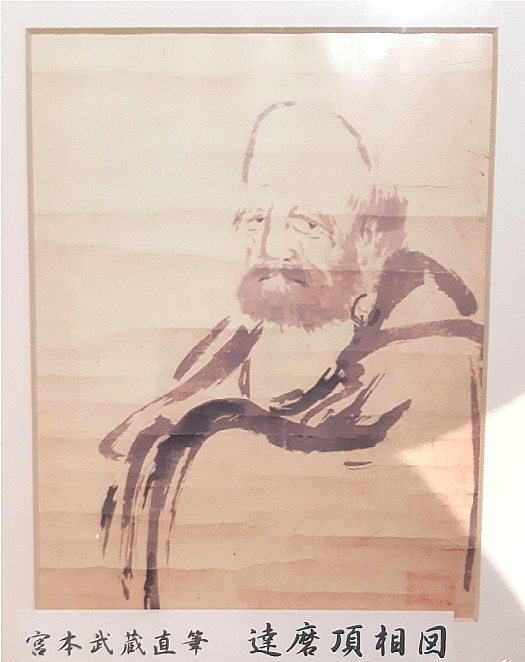
Bodhidharma, voorstelling door Miyamoto Musashi.

Volgens de overlevering trok Bodhidharma zich terug op de Berg van het Berenoor in het Sung gebergte, waar de Shaolin tempel gevestigd was, en zat negen jaar met de benen in de lotushouding, dat wil zeggen, kruislings naar een muur te staren. Deze meditatie-methode staat bekend als Dhyana, concentratie-meditatie. Het woord Ch'an is hiervan afgeleid. Een andere legende, of mythe zegt dat Bodhdharma de thee heeft uitgevonden. Nog een legende zegt dat een aspirant-leerling die bij hem in de leer wilde zijn arm afhakte om Bodhidharma te overtuigen van zijn toewijding. Zo gebeurde het natuurlijk niet; de man zou overleden zijn aan zijn verwondingen.
Volgens de latere overlevering trof hij de monniken van dit klooster in fysiek slechte staat aan. Zij deden weinig anders dan mediteren en waren daardoor fysiek niet erg fit. Bodhidharma maakte daar een einde aan door een krijgskunst te introduceren als middel om beter aan de fysieke eisen van het mediteren te kunnen voldoen. Ook dit is een legendarische vertelling; er is niets bekend over Bodhidharma's krijgskunst uit de tijd dat hij nog in India verkeerde. Kalaripayat kwam oorspronkelijk  uit Kerala, een provincie uit Zuid-India. Bodhidharma benadrukte echter dat deze kunst alleen voor zelfverdediging tegen bijvoorbeeld de bandieten van dit afgelegen oord gebruikt mocht worden.
Bodhidharma zou zijn overleden na te zijn vergiftigd door een jaloerse monnik.

## Wetenswaardigheden

### Verhandeling
De "Verhandeling over de viervoudige oefening door middel van de tweevoudige toegang" (Chinees: 二入四行) is een boeddhistische tekst toegeschreven aan Bodhidharma, de grondlegger van het Chan boeddhisme. 

### Waarom vertrok Bodhidharma naar het oosten?
De Zuid-Koreaanse filmregisseur Bae Yong-Kynn maakte in 1989 de mysterieuze filmhuis-film "Waarom vertrok Bodhidarma naar het oosten?", waarin een oude zenmeester, en de traditie waar hij voor staat, middels zijn interacties met zijn onzekere leerling en een jong weeskind, uiteindelijk woordeloos pleiten voor het principe van geweldloosheid.

### Darumapoppetjes in Japan

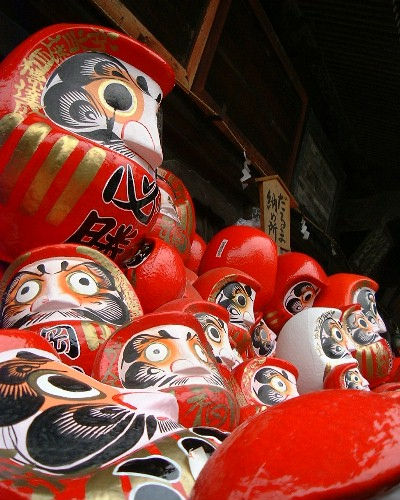
Darumapoppetjes bij de Daruma-tempel, in Takasaki, Japan

Daruma (de Japanse naam voor Bodhidharma), is in Japan vooral bekend van de poppen die naar zijn uiterlijk zijn gemaakt, symbool voor veerkracht en doorzettingsvermogen. Ze zijn meestal rood met een baard en snor, en vaak zijn de ogen nog niet ingekleurd. De bedoeling van deze witte ogen is om een wens te doen bij het inkleuren van een oog, en als de wens uitkomt ook het tweede oog in te kleuren.

## Filmografie
- (en)   Waarom vertrok Bodhidarma naar het oosten? in de Internet Movie Database

## Verder lezen
- Red Pine (vertaler)(1993), Bodhidharma. De oorsprong van Zen. Oorspronkelijke Chinese Zen-teksten geschreven door de eerste Zen-patriarch. Amsterdam: Karnak. ISBN 906350 057 2